# رادهفورمفالد
رادفورموال (بالألمانية: Radevormwald) هي بلدة ألمانية تقع في ألمانيا في أبربرجسشر كريس ‏. يقدر عدد سكانها بـ 24,900 نسمة .

## المدن التوأمة
مدن شاتوبريانت وNowy Targ هي مدن توأمة لـرادفورموال.

## أعلام
- فولفغانغ كيلينج
- ينس كارستنز